# Slag bij Fort Washington
De Slag bij Fort Washington was een slag in de Amerikaanse onafhankelijkheidsoorlog tussen de Verenigde Staten en Groot-Brittannië.

## Achtergrond
Fort Washington was een fort aan de meest noordelijke en hoogste punt van het hedendaagse Washington Heights in het New Yorkse stadsdeel Manhattan, met zicht op de rivier de Hudson, die veroverd was door de Amerikaanse troepen. Samen met Fort Lee, waren de forten bedoeld om de Hudson te beschermen tegen Britse oorlogsschepen tijdens de New Yorkse veldtocht in de zomer en herfst van 1776. Het fort werd verdedigd door ongeveer 2.900 Continentale Legertroepen en milities onder het commando van kolonel Robert Magaw. Tijdens het gevecht op en om Manhattan, was het Amerikaanse leger, aangevoerd door generaal George Washington, waar het fort naar werd vernoemd, gedwongen terug te trekken naar het noorden, waarmee het fort Washington en fort Lee werden geïsoleerd. Na de Slag bij White Plains, besloten de Britten, aangevoerd door generaal William Howe, naar het zuiden te trekken en de beide forten in te nemen.

## Slag
Op de morgen van 16 november 1776, vielen ongeveer 8.000 Britse en Hessische troepen, onder leiding van de Britse generaal Lord Howe, Fort Washington aan. Vlak voordat de aanval begon, werd George Washington geëvacueerd naar fort Lee in New Jersey.
Hessische troepen kregen de orders op de steilste kant om het fort te bestormen en hadden te maken met grote verliezen door de soldaten uit Maryland en Virginia. Ondanks hun verliezen, was het aantal Duitsers groter dan de Amerikaanse verdedigers en de Hessenaars veroverden succesvol de heuvels.
Aan de zuidelijke kant van het fort, weerstonden 150 Amerikaanse troepen, de 800 aanvallende Britten. Door de grote aantallen moesten de Amerikanen zich terugtrekken in het fort zelf.
Tegen 1 uur 's middags, werden alle troepen het fort ingedreven. De Hessische aanvoerder vroeg om de overgave, maar Magaw zei dat hij nog tijd nodig had om te beslissen. Toen Howe aankwam, vroeg hij ook de Amerikanen om zich over te geven. Om 3 uur 's middags had Magaw besloten zich over te geven.

### Verliezen
De val van fort Washington was voor de Amerikanen een groot verlies van mensen en goederen. Ongeveer 59 soldaten werden gedood, meer dan 100 raakten gewond en de rest (2.837 mensen) werden krijgsgevangenen. Knyphausen had gerapporteerd dat hun verliezen bestonden uit 78 gedoden en 374 gewonden tijdens de bestorming van het fort, maar men gelooft dat dit aantal 86 gedood en 350 gewond is.

## Consequenties
Vier dagen laten, werd het geïsoleerde fort Lee geëvacueerd, waardoor het buskruit en andere wapens in de handen vielen van de Britten. Met de verovering van de forten door de Britten, was de rivier de Hudson open voor Britse schepen, waardoor de oorlogsschepen en koopvaardijschepen ongestoord konden varen tot de voltooiing van West Point in 1778. Washingtons verspreidde en kleine legermacht was gedwongen zich terug te trekken tot in Pennsylvania, waardoor de weg vrij gemaakt werd voor de Slag bij Trenton.